# スマイルズ
株式会社スマイルズは、東京都目黒区にあるスープ・カレーを中心とする食品の製造・加工・販売、及び飲食店を経営している会社である。創業時は三菱商事の社内ベンチャーから独立した社内企業であったが、MBOにより遠山正道が全株式を取得して独立した。

## 概要
三菱商事外食サービス事業ユニット所属の遠山正道が、同社初の社内ベンチャーとして、スープ専門店チェーン「スープストックトーキョー」を創業した。これが成功を収めたことから、2000年に、三菱商事株式会社が81.2％、遠山正道が18.8％を出資する形で、同ユニットから独立した社内企業として設立された。
2006年10月6日に東京ディズニーリゾートを経営・運営しているオリエンタルランド(OLC)が、同社株式の第三者割当増資を引き受け、三菱商事の子会社でもありつつ、OLCの持分法適用会社ともなった（三菱商事株式会社が57.65％、株式会社オリエンタルランドが33.48％、遠山正道が8.87％の株式を保有）。なお、OLCとはこれ以前も同社が所有するイクスピアリ内のキャンプ・ネポスに於いて、スープを中心とする飲食施設をOLCと共同運営していた事がある。
2008年2月27日、三菱商事とオリエンタルランドは、創業者遠山正道のMBOの申し出を受け入れ、両社が保有する株式会社スマイルズの全株式を遠山正道に譲渡し、株式会社スマイルズは両社から独立した。
同時事業立ち上げの際には、当時、日本ケンタッキー・フライド・チキンに出向していた岡本晴彦氏（株式会社クリエイトレストランツ代表取締役社長）が関わっていたことが、岡本氏のインタビューにて語られている。

## テレビ番組
- 日経スペシャル カンブリア宮殿 スープを主役に変えた! 常識破りのファストフード店（2021年7月15日、テレビ東京）- 社長 遠山正道出演[4]。

## 関連書籍
- 遠山正道『スープで、いきます 商社マンがSoup Stock Tokyoを作る』新潮社、2006年、ISBN 4103011513